# La Guerre des clones (série littéraire)
Pour les articles homonymes, voir Guerre des clones.
La Guerre des clones (titre original : Clone Wars) est une série littéraire de science-fiction placée dans l'univers étendu de Star Wars.

## Résumé
Deux chirurgiens se trouvant sur une station Medstar de la République tente de leur mieux de soigner les nombreux blessés, clones ou non, qui affluent à cause du conflit qui a lieu sur la planète Drongar ou République et séparatistes s'affrontent pour le contrôle des plants de Bota. Ils sont aidés dans leur tâche par la Padawan Jedi Barriss Offee qui est envoyé sur la station pour parfaire ses compétences en tant que guérisseuse.
La guerre des clones et son lot de massacres quotidiens ont mené la République aux portes du chaos. Au cœur de la bataille, un Chevalier Jedi échappe à la mort et part délivrer un message de la plus haute importance à Yoda : Dooku désire la paix et exige une rencontre avec le Maître ancestral. La vie de millions d'individus est en jeu, et Yoda n'a pas d'autre choix que d'accepter. La rencontre est prévue sur Vjun, une planète frappée par le mal[évasif]. Quant au défi, il risque d'être bien difficile à relever. Le vieux sage sortira-t-il victorieux face au plus prometteur de ses anciens élèves, passé du côté Obscur ? Ou Dooku déchaînera-t-il les enfers[évasif] à l'encontre de son légendaire mentor ? Yoda n'est sûr que d'une seule chose : le duel s'annonce particulièrement féroce.
Mace Windu part sauver son ancienne padawan, le maître Jedi Depa Billaba, sur la planète natale de Windu, Haruun Kal.

## Personnages
- Barriss Offee : Padawan de Luminara Unduli, elle est envoyée sur Drongar afin d’assister les chirurgiens de Medstar et de parfaire sa maîtrise de guérisseuse Jedi.
- Den Dhur : journaliste intergalactique sullustéen, il couvre le conflit qui se déroule sur la planète Drongar.
- Jos Vandar : chirurgien en chef de la station Medstar
- Kornell « Uli » Divini : chirurgien également, nouvellement arrivé sur la station, il est tellement jeune qu’on ne le croit pas capable alors qu’il est un chirurgien hors pair.
- Tope-là : ancien équipier de Lorn Pavan (voir le roman L'Ombre du chasseur), c’est un droïde de protocole assistant les chirurgiens dans leurs tâches.
- Kaird : originaire de la planète Nedij, c’est un tueur envoyé par le Soleil noir sur la planète Drongar afin de récolter des plants de Bota qui peuvent se revendre très cher sur le marché noir.

## Chronologie
1. Point de rupture (Shatterpoint) - 22 av. BY.
2. Tempête sur Cestus (The Cestus Deception) - 21 av. BY.
3. Medstar I : Chirurgiens de l'espace (Battle Surgeons) - 20 av. BY.
4. Medstar II : Guérisseuse Jedi (Jedi Healer) - 20 av. BY.
5. L'Épreuve du Jedi (Jedi Trial) - 20 av. BY.
6. Yoda : Sombre Rencontre (Yoda: Dark Rendezvous) - 20 av. BY.

## Point de rupture
Point de rupture est écrit par Matthew Stover. Il est publié sous son titre original, Shatterpoint, aux États-Unis par Del Rey Books le 3 juin 2003,. Il est traduit en français par Jean-Marc Toussaint et publié par les éditions Presses de la Cité le 10 février 2004, avec alors 545 pages,.

## Tempête sur Cestus
Tempête sur Cestus est écrit par Steven Barnes. Il est publié sous son titre original, The Cestus Deception, aux États-Unis par Del Rey Books le 1er juin 2004,. Il est traduit en français par Jean-Marc Toussaint et publié par les éditions Presses de la Cité le 17 février 2005, avec alors 512 pages,.

## Medstar I: Chirurgiens de l'espace
Chirurgiens de l'espace est écrit par Michael Reaves et Steve Perry. Il est publié sous son titre original, Battle Surgeons, aux États-Unis par Del Rey Books le 29 juin 2004,. Il est traduit en français par Gabriel Repettati et publié par les éditions Presses de la Cité le 27 octobre 2005, avec alors 344 pages,.

## Medstar II: Guérisseuse Jedi
Guérisseuse Jedi est écrit par Michael Reaves et Steve Perry. Il est publié sous son titre original, Jedi Healer, aux États-Unis par Del Rey Books le 28 septembre 2004,. Il est traduit en français par Patrick Imbert et publié par les éditions Presses de la Cité le 1er décembre 2005, avec alors 345 pages,.

## L'Épreuve du Jedi
L'Épreuve du Jedi est écrit par David Sherman et Dan Cragg. Il est publié sous son titre original, Jedi Trial, aux États-Unis par Del Rey Books le 26 octobre 2004,. Il est traduit en français par Patrick Imbert et publié par les éditions Presses de la Cité le 27 avril 2006, avec alors 346 pages,.

## Yoda: Sombre Rencontre
Yoda : Sombre Rencontre est écrit par Sean Stewart. Il est publié sous son titre original, Yoda: Dark Rendezvous, aux États-Unis par Del Rey Books le 23 novembre 2004,. Il est traduit en français par Gabriel Repettati et publié par les éditions Fleuve noir le 20 juillet 2006, avec alors 349 pages,.